# Mandres
Mandres é uma comuna francesa na região administrativa da Normandia, no departamento de Eure. Estende-se por uma área de 11,75 km². Em 2010 a comuna tinha 387 habitantes (densidade: 32,9 hab./km²).